# Walter Hilgers
Walter Hilgers es un director de orquesta.

## Biografía
Walter Hilgers, nacido en Stolberg en Renania, recibió su formación instrumental en tuba, contrabajo y piano en la Universidad de Música y Danza de Colonia en Aquisgrán.
Los compromisos como tubista lo llevaron a la Orquesta Filarmónica Estatal de Hamburgo, la Orquesta Elbphilharmonie NDR, la Orquesta del Festival Bayreuth y la Filarmónica de Viena.
Entre otras cosas, hizo música bajo Herbert von Karajan, Lorin Maazel, Claudio Abbado, Daniel Barenboim, Zubin Mehta, Andre Previn, Pierre Boulez, Georg Solti, James Levine, Seiji Ozawa, Riccardo Muti, Bernhard Haitink y Günter Wand.
De 1984 a 2007 fue miembro fundador del conjunto de metales German Brass. Entre 1989 y 1995 fue profesor en la Universidad de Música y Artes Escénicas de Hamburgo. En 1995 fue nombrado profesor de música de cámara de metales en la Universidad de Música Franz Liszt en Weimar.
De 2017 a 2020, Walter Hilgers fue director principal de la "Orquesta Sinfónica Provincial de Santa Fe" Argentina. En 2016 fue nombrado director invitado permanente y director artístico honorario de la Orquesta Filarmónica de Ploieşti "Paul Constantinescu".
Como director invitado, ha dirigido a. la Orquesta Filarmónica de Montevideo, la Orquesta Sinfónica de Montevideo SODRE, la Orquesta Nacional de Buenos Aires, la Orquesta Filarmónica de Buenos Aires, la Orquesta Teatro Argentino en La Plata, la Orquesta Filarmónica de Bogotá, la Orquesta de Cámara de Radio Bucarest, la Orquesta Sinfónica de Radio Bucarest, la Orquesta Filarmónica de George Enescu , la Orquesta Filarmónica Estatal de Košice, la Orquesta Filarmónica de Zagreb, la Orquesta Filarmónica de Niza, la Capilla Académica del Estado de San Petersburgo, la Orquesta Estatal de Brandeburgo de Frankfurt, la Orquesta de Radio de Munich y la orquesta del Teatro Nacional de Mannheim.
También ha dirigido conciertos de cámara de la Orquesta Estatal de Baviera en Múnich, la Orquesta Filarmónica del Estado en Hamburgo, la Filarmónica de Radio Alemana en Saarbrücken Kaiserslautern, la Orquesta Estatal de Mecklemburgo en Schwerin, la Orquesta Filarmónica en Qatar, la Orquesta Filarmónica de Daejeon y la Orquesta Sinfónica de Valencia.